# Lukač
Lukač (srbsky Лукач, maďarsky Lukács) je vesnice a správní středisko stejnojmenné opčiny v Chorvatsku ve Viroviticko-podrávské župě. Nachází se asi 4 km severovýchodně od Virovitice. V roce 2011 žilo v Lukači 443 obyvatel, v celé opčině pak 3 634 obyvatel.
Součástí opčiny je celkem 12 trvale obydlených vesnic. Dříve byly součástí opčiny i vesnice Bazje Novo, Brezovo Polje Lukačko, Crni Zatonj, Dijelka a Neteča. Ačkoliv je správním střediskem opčiny vesnice Lukač, jejím největším sídlem je Turanovac a samotný Lukač je až čtvrtou největší vesnicí v opčině.
- Brezik – 213 obyvatel
- Budrovac Lukački – 138 obyvatel
- Dugo Selo Lukačko – 570 obyvatel
- Gornje Bazje – 498 obyvatel
- Kapela Dvor – 259 obyvatel
- Katinka – 41 obyvatel
- Lukač – 443 obyvatel
- Rit – 38 obyvatel
- Terezino Polje – 269 obyvatel
- Turanovac – 695 obyvatel
- Veliko Polje – 341 obyvatel
- Zrinj Lukački – 129 obyvatel

Opčinou procházejí státní silnice D5 a D538 a župní silnice Ž4004, Ž4007, Ž4009 a Ž4013. Severně od Lukače protéká řeka Dráva. U vesnice Zrinj Lukački vede přes Drávu most a nachází se zde hraniční přechod Terezino Polje vedoucí do maďarského města Barcs, nacházejícího se na druhé straně řeky.